# Merida (Leyte)
Merida é um município de  quinta classe de renda municipal (d) na província Leyte, nas Filipinas. De acordo com o censo de 1 de maio  de  2020 possui uma população de 31 574 pessoas e 8 523 domicílios.